# انیس سورل
انیس سورل (فرانسوی: Agnès Sorel‎؛ ۱۴۲۲ – ۹ فوریه ۱۴۵۰ (۲۸ سالگی)) ندیمه، و مدل اهل فرانسه بود. وی لقب «بانوی زیبایی» (به فرانسوی: Dame de beauté) داشت و ندیمه اصلی شارل هفتم بود که چهار فرزند از وی زائید.
به خاطر اهمیت و زیباییش، انییس موضوع آثار هنری زیادی منجمله نقاشی معروفی از ژان فوکه بوده‌است.